# Египат на Светском првенству у атлетици на отвореном 2017.
Египат је учествовао на Светском првенству у атлетици на отвореном 2017. одржаном у Лондону од 4. до 13. августа, шеснаести пут, односно учествовао је на свим првенствима до данас. Репрезентацију Египта представљала су 4 такмичара (3 мушкарца и 1 жена) који су се такмичили у 4 дисциплине (3 мушке и 1 женска).,
На овом првенству такмичари Египта нису освојили ниједну медаљу нити су остварили неки резултат.

## Учесници
| Мушкарци: - Хамада Мохамед — 800 м - Мостафа Амр Хасан — Бацање кугле - Хасан Мохамед Махмуд — Бацање кладива | Жене: - Лина Ахмед — 100 м препоне |  |

## Резултати

### Мушкарци
| Атлетичар            | Дисциплина     | Лични рекорд | Квалификације     | Квалификације     | Полуфинале           | Полуфинале                               | Финале                | Финале               | Детаљи                                   |
| Атлетичар            | Дисциплина     | Лични рекорд | Резултат          | Место             | Резултат             | Место                                    | Резултат              | Место                | Детаљи                                   |
| -------------------- | -------------- | ------------ | ----------------- | ----------------- | -------------------- | ---------------------------------------- | --------------------- | -------------------- | ---------------------------------------- |
| Хамада Мохамед       | 800 м          | 1:44,92      | Није завршио трку | Није завршио трку | Није се квалификовао | Није се квалификовао                     | Није се квалификовао  | Није се квалификовао |                                          |
| Мостафа Амр Хасан    | Бацање кугле   | 21,31 НР     | 19,23             | 15. у гр. Б       |                      |                                          | Нису се квалификовали | 30 / 32              | Архивирано на веб-сајту (15. април 2018) |
| Хасан Мохамед Махмуд | Бацање кладива | 78,39        | 69,92             | 15. у гр. А       | 29 / 32              | Архивирано на веб-сајту (15. април 2018) | Нису се квалификовали |                      |                                          |

### Жене
| Атлетичарка | Дисциплина    | Лични рекорд | Класификације | Класификације | Полуфинале            | Полуфинале            | Финале                | Финале       | Детаљи |
| Атлетичарка | Дисциплина    | Лични рекорд | Резултат      | Место         | Резултат              | Место                 | Резултат              | Место        | Детаљи |
| ----------- | ------------- | ------------ | ------------- | ------------- | --------------------- | --------------------- | --------------------- | ------------ | ------ |
| Лина Ахмед  | 100 м препоне | 13,64 НР     | 13,78 ЛРС     | 8. у гр. 3    | Није се квалификовала | Није се квалификовала | Није се квалификовала | 39 / 39 (40) |        |